# Sungai Pegeh
Sungai Pegeh is een bestuurslaag in het regentschap Kerinci van de provincie Jambi, Indonesië. Sungai Pegeh telt 1451 inwoners (volkstelling 2010).